# Marion Joseph Levy junior
Marion Joseph Levy junior (* 1918 in Galveston, Texas; † 26. Mai 2002 in Princeton) war ein US-amerikanischer Soziologe.
Levy Jr. studierte an der Harvard University Soziologie bei Talcott Parsons und promovierte dort. Er wurde 1947 an die Princeton University berufen, wo er sein ganzes Leben als Professor lehrte. Levy Jr. ist als 
Modernisierungs-Theoretiker bekannt geworden. Er war ein Verfechter des Strukturfunktionalismus und publizierte umfängliche Untersuchungen über Japan und China.

## Schriften (Auswahl)
- The structure of society, Princeton, N.J.: Princeton University Press, 1952
- The family revolution in modern China, New York: Octagon Books, 1963 (erste Auflage 1949)
- Modernization and the Structure of Societies, Princeton, N.J.: Princeton University Press, 1966.